# ピュリニィ・モンラッシェ
ピュリニー＝モンラッシェ(Puligny-Montrachet)は、フランス東部ブルゴーニュ＝フランシュ＝コンテ地域圏コート＝ドール県南部にある、人口400人あまりの村である。世界でも最も偉大なる辛口白ワインを産する村として知られている。

## 地理
県南部、コート・ド・ボーヌ地区の南部に位置し、別格特級に指定されているモンラッシェの畑をほぼ半分ずつ共有しているシャサーニュ・モンラッシェ村の北東に接している。